# 香花白杜鹃
香花白杜鹃（学名：Rhododendron ciliipes），为杜鹃花科杜鹃花属下的一个种。

## 扩展阅读
維基物種上的相關：香花白杜鹃